# Martí Teixidó i Planas
Martí Teixidó i Planas (Barcelona, 1950) és un pedagog català, president de la Societat Catalana de Pedagogia des de 2007 fins 2019.
En 1971 es graduà en magisteri a l'Escola Normal de Barcelona i en 1976 es llicencià en Filosofia i Lletres a la Universitat de Barcelona. En 1976 fou directora a l'Escola Coves d'en Cimany i a l'Escola d'Adults del barri del Carmel de Barcelona. També ha treballat amb presos de la Presó Model de Barcelona. En 1992 es va doctorar a la Universitat Autònoma de Barcelona amb la tesi Escola ComunicActiva. L'escola de la societat de masses telecomunicada.
De 1980 a 1982 fou Cap d'Ordenació Educativa d'Educació Infantil i Bàsica del Departament d'Ensenyament de la Generalitat de Catalunya, i des de 1982 és Inspector d'Educació de l'Estat. Des de 1992 també és professor associat de la Facultat de Ciències de l'Educació de la UAB.
Ha escrit articles a la Revista Catalana de Pedagogia i a Perspectiva Escolar. Des de 2007 és president de la Societat Catalana de Pedagogia de l'Institut d'Estudis Catalans, des d'on ha impulsat el Termòmetre Lingüístic i Marc d'Ensenyament de Llengües Vives per tal de promoure el plurilingüisme. També és president de la Comissió de Deontologia del Col·legi de Pedagogs de Catalunya. El 2016 va rebre un dels Premis d'Actuació Cívica de la Fundació Lluís Carulla.

## Obres
- Supervisión del sistema educativo, Ariel, 1997. ISBN 84-344-2608-0
- Escola comunicativa: l'escola de la societat de masses telecomunicada, Universitat Autònoma de Barcelona, 1993. ISBN 84-7929-459-0
- Educació i comunicació: escola comunicactiva, CEAC, 1992. ISBN 84-329-4518-8